# Михаэлис, Марк
Марк Михаэлис (нем. Marc Michaelis; род. 31 июля 1995, Мангейм, Баден-Вюртемберг) — немецкий хоккеист, нападающий. Игрок сборной Германии по хоккею с шайбой и немецкого хоккейного клуба «Адлер Мангейм» (с 2024 года).

## Биография
Михаэлис сначала играл в своей родной Германии в молодёжной команде «Адлер Мангейм», а затем переехал в Северную Америку, чтобы продолжить карьеру в Североамериканской хоккейной лиге (NAHL) и Хоккейной лиге США (USHL).
С 2016 по 2020 годы играл за команду колледжа в Университете штата Миннесота в Западной студенческой хоккейной ассоциации (WCHA). За четыре сезона, два из которых он был капитаном команды, Михаэлис набрал 162 очка в 148 играх. В свой выпускной год Михаэлис стал лучшим бомбардиром команды, набрав 44 очка в 31 игре, и был назван лучшим нападающим WCHA.
20 марта 2020 года подписал контракт на один год с «Ванкувер Кэнакс» на сумму 700 000 долларов. В сезоне 2020/2021 годов, который был отложен из-за пандемии и сокращён, Михаэлис дебютировал в составе «Кэнакс» только 4 марта 2021 года, заменив травмированного Элиаса Петтерссона в матче против «Торонто Мэйпл Лифс». Сыграл в 15 матчах регулярного сезона, не забив ни одного гола.
18 августа 2021 года подписал годичный контракт с «Торонто Марлис», основным филиалом «Торонто Мэйпл Лифс».
28 июня 2022 года Михаэлис решил приостановить свою карьеру в Северной Америке, подписав годичный контракт в качестве свободного агента со швейцарским клубом «Лангау Тайгерс» из национальной лиги. Сезон 2023/2024 годов провёл за другой швейцарский клуб «Цуг». В 2024 году вернулся в родную команду «Адлер Мангейм».

### Карьера в сборной
В декабре 2014 года был вызван в молодёжную сборную для участия в чемпионате мира. По итогам турнира его команда стала 10-й, а Михаэлис сыграл в шести матчах и выполнил две результативные передачи.
В 2018, 2019, 2022 и 2024 годах вызывался в состав первой национальной сборной для участия в чемпионате мира.
В 2025 году Марк Михаэлис вновь был включен в состав первой сборной для участия в чемпионате мира, который проходил в Швеции и Дании.